# Villaquilambre
Villaquilambre é um município da Espanha na província de León, comunidade autónoma de Castela e Leão, de área 52,78 km² com população de 11741 habitantes (2004) e densidade populacional de 222,45 hab/km².

## Demografia
| Variação demográfica do município entre 1991 e 2004 | Variação demográfica do município entre 1991 e 2004 | Variação demográfica do município entre 1991 e 2004 | Variação demográfica do município entre 1991 e 2004 |
| --------------------------------------------------- | --------------------------------------------------- | --------------------------------------------------- | --------------------------------------------------- |
| 1991                                                | 1996                                                | 2001                                                | 2004                                                |
| 5298                                                | 7048                                                | 9772                                                | 11741                                               |